# Bicicleta segura

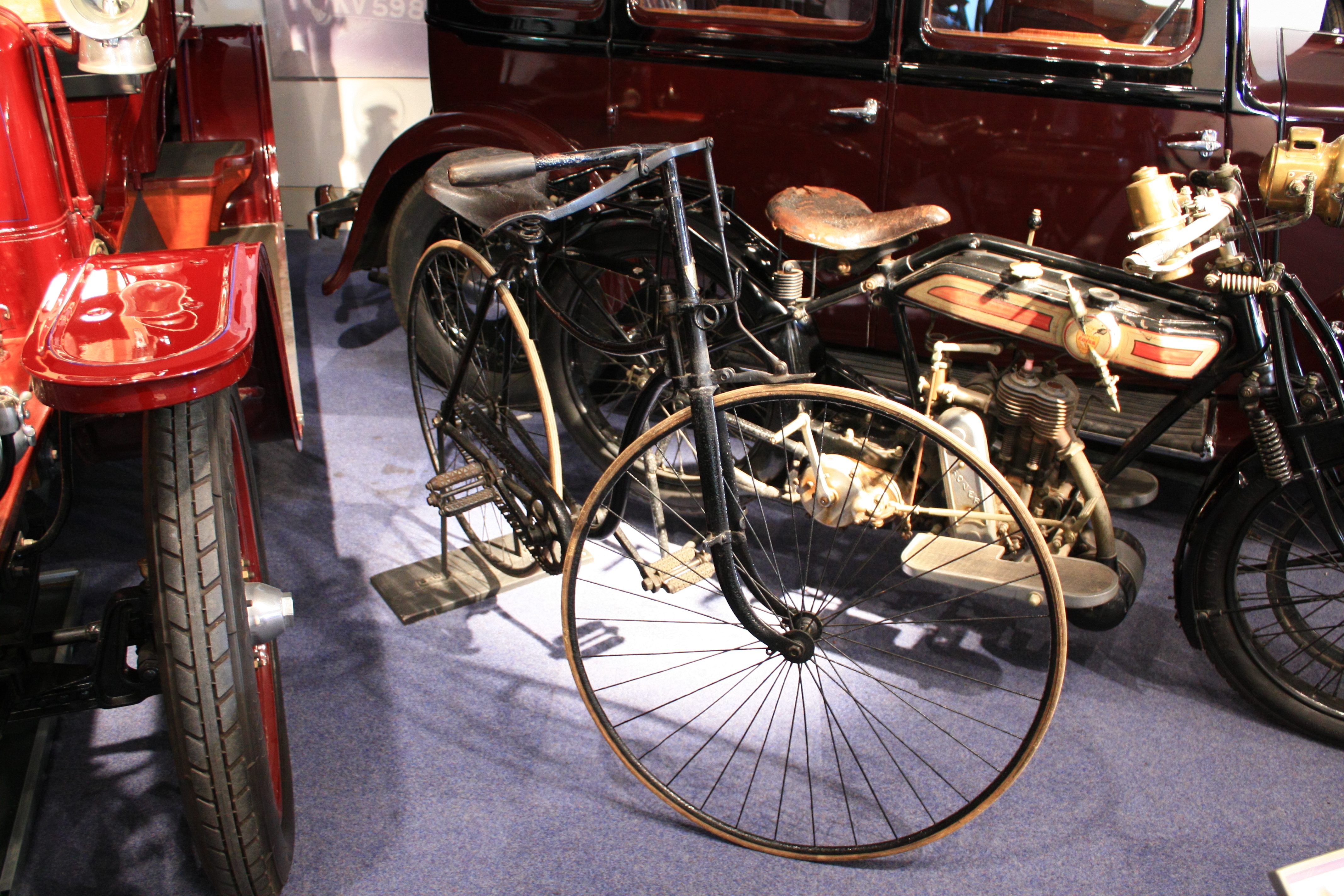
Bicicleta Segura Rover exposta no Coventry Transport Museum.

A bicicleta segura, criada em 1885 por John Kemp Starley, pela marca Rover, é uma categoria de bicicleta que se tornou muito popular a partir da década de 1880 como alternativa à Penny-farthing.  Na época, foram chamadas assim por serem propagandeadas como mais seguras do que aquelas de roda alta que estavam substituindo. No século XXI, o termo é raramente utilizado e pode ser considerado obsoleto. A maior segurança deste tipo de bicicleta consiste em permitir que o ciclista alcance o chão com os pés e em eliminar o risco dos pés do ciclista enroscarem na grande roda.

## História
A primeira bicicleta que recebeu o nome de bicicleta-segura foi desenvolvida por um designer inglês, chamado Harry John Lawson em 1876, apesar de outras bicicletas, que poderiam ser consideradas da mesma categoria, terem sido produzidas anos antes, como a de Thomas Humber, em 1868. Diferentemente das bicicletas Penny-farthing (bicicletas com grande roda frontal), em que os pés dos ciclistas não alcançavam o chão, esse modelo de bicicleta foi nomeado "segura" por facilitar a freada e o equilíbrio das pessoas que a conduzissem, visto que era possível que se alcançasse com os pés no chão. A original Bicicleta de Pedal utilizava os pedais para transferir a força para a roda traseira, enquanto os modelos a partir de 1879 começaram a utilizar as correntes, uma tecnologia nova que previamente somente era usada nos triciclos. A bicicleta de Harry não foi um sucesso comercial, possivelmente pelo seu elevado custo, peso e complexidade comparado às bicicletas Penny-farthing. 
Em 1885, um empresário e inventor, John Kemp Starley, lançou ao mercado a Rover, a primeira bicicleta-segura a ter sucesso comercial. Inicialmente, esse modelo de bicicleta era mais caro que as Penny-Farthings, porém mais barato do que os triciclos da época. Na sua forma original, utilizava a direção indireta, mas depois a direção direta foi adotada e a bicicleta provou ser um sucesso.

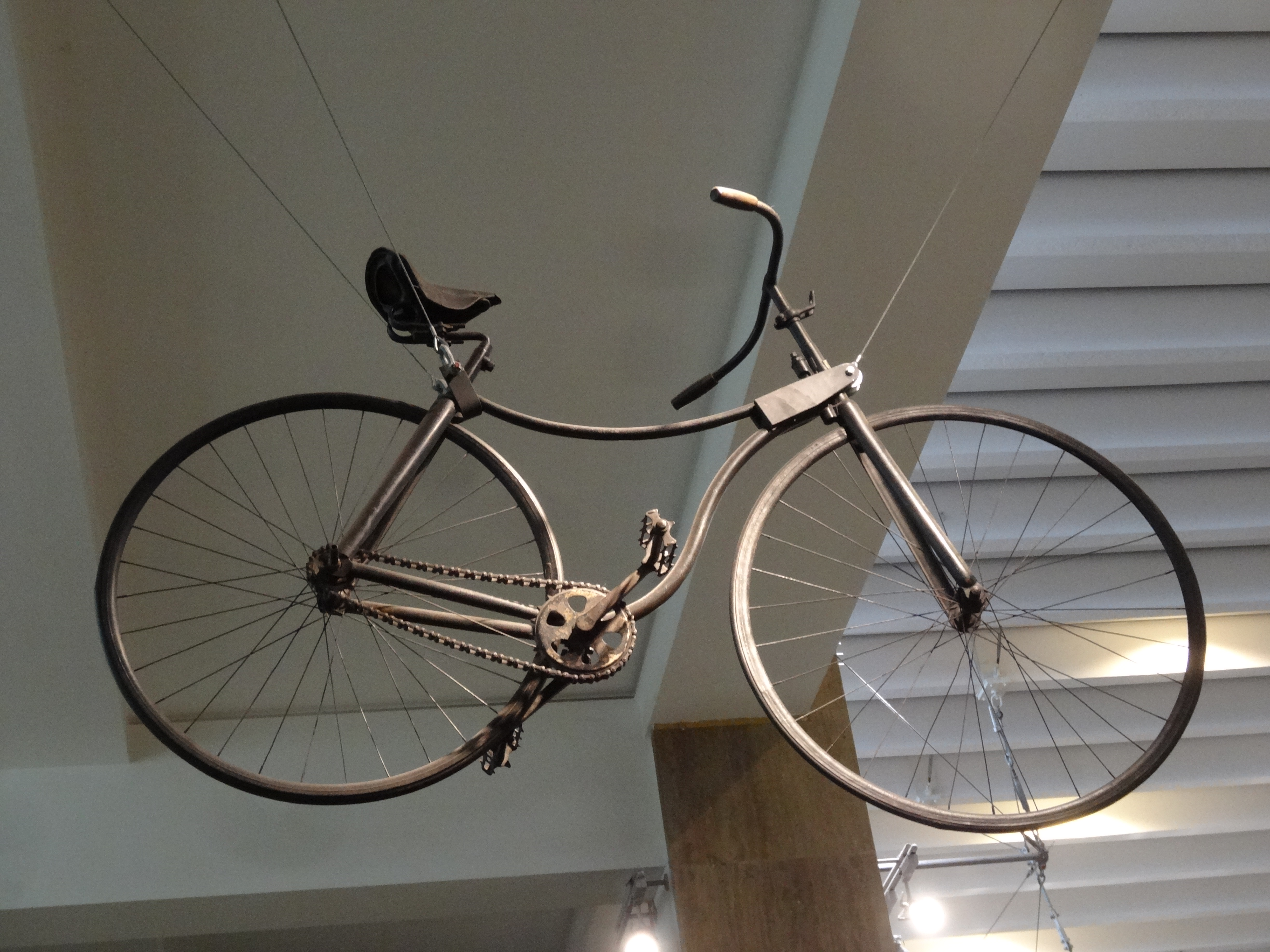
Bicicleta Segura Rover de 1885 no Science Museum de Londres.

A partir de 1894, começou a importação de bicicletas para o Brasil. Grande parte dos modelos importados já eram bicicleta-seguras, visto que este era o modelo mais vendido na Europa nos anos de 1890. Apelidada como “magrelas” pelos brasileiros, os primeiros a comprá-las foram pessoas de classe alta do Rio de Janeiro e São Paulo, que viajavam para Londres e Paris e se apropriaram da notícia.
É discutido que a bicicleta trouxe maior mobilidade social do que qualquer outro meio de transporte, e sua importância cada vez mais tem relevância, já que as mudanças climáticas podem fazer outros meios de se locomover inviáveis.

## Rover Company

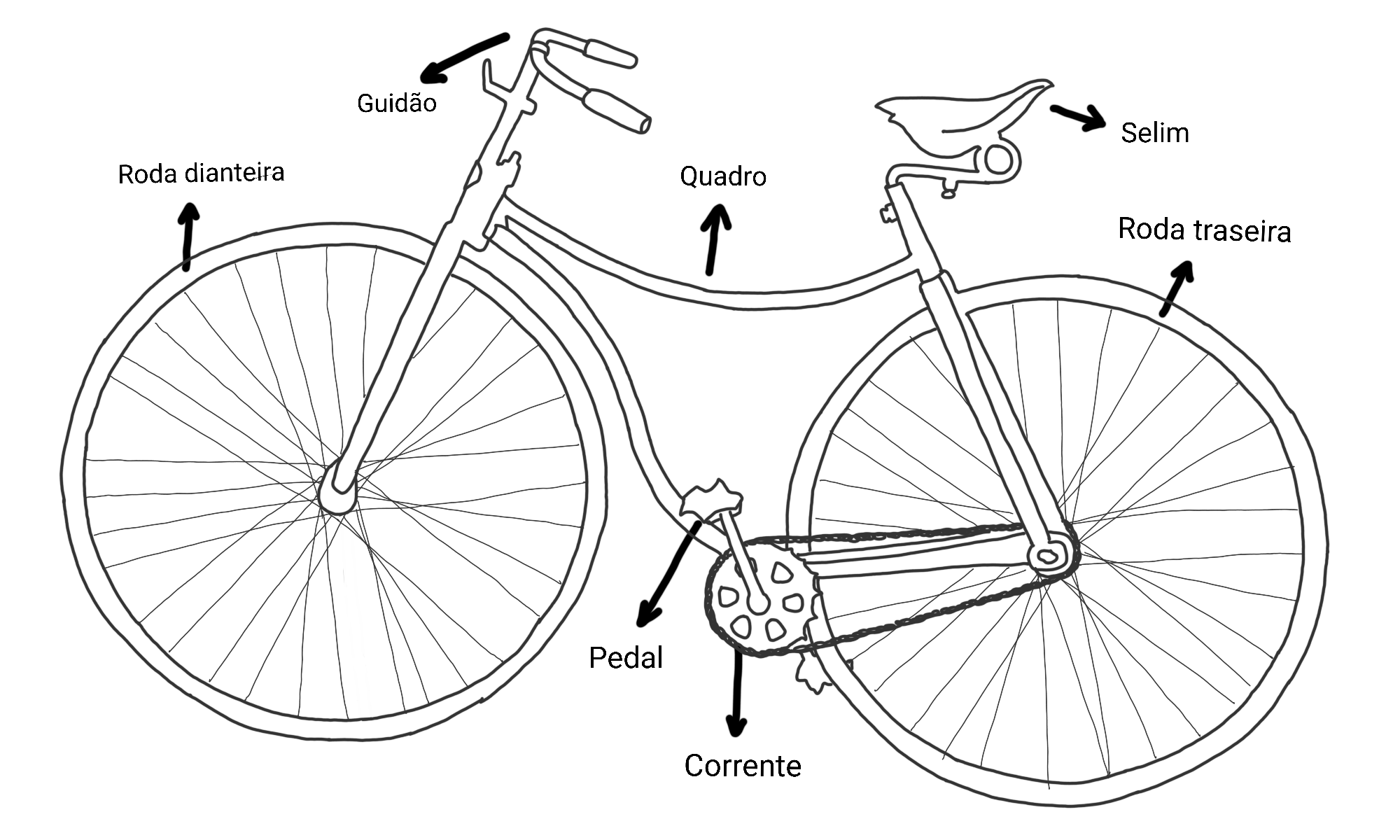
Desenho da bicicleta segura com setas indicando os elementos que a compõem.

A Rover (marca), hoje conhecida como Land Rover, foi fundada em 1860. Inicialmente, a empresa vendia máquinas de costura. Mas em 1885, Starley desenvolveu e introduziu bicicletas e triciclos ao processo de produção da companhia, sendo a Bicicleta Segura Rover o seu primeiro projeto em meios de transporte. Anos depois, a empresa mudou o seu ramo para a indústria automobilística, sendo conhecida por produzir carros 4x4 e de luxo.

## Características
Seu sucesso se deu por causa de suas características: quadro em forma de diamante, pedais abaixo do selim que faz a roda traseira funcionar através de uma corrente e engrenagens, guidão na roda dianteira e garfo dianteiro. Todos esses elementos ainda fazem parte da bicicleta moderna.